# 三上市朗
三上 市朗（みかみ いちろう、1966年2月15日 - ）は、日本の俳優。愛称は、艦長。
京都府出身。レディバード所属。同志社大学に入学し在学中に舞台に出演（1987年中退）。劇団M.O.P.の元劇団員。身長 174cm、体重 68kg。趣味は映画鑑賞。特技はスキーと水泳。川下大洋と後藤ひろひとの3人で演劇ユニット大田王（だいたおう）を結成している。

## 出演

### テレビドラマ
- 青春トライシリーズ（朝日放送） - 石沢ながれぼし役
  - 青春トライ'97（1997年）
  - 青春トライ'98（1998年）
- 木曜の怪談（1995年 - 1997年、フジテレビ系） - 三井一郎 役
- 踊る大捜査線シリーズ（フジテレビ系） - 三井一郎 役
  - 踊る大捜査線 歳末特別警戒スペシャル（1997年）
  - 湾岸署婦警物語 初夏の交通安全スペシャル（1998年）
- あすか（1999年-2000年、NHK） - 重田 役
- 離婚計画〜いつか愛したあなたへ〜（2000年、毎日放送） - 孝 役
- 暴れん坊将軍X 第13話「肝っ玉おっ母ァ危機一髪! 偽金作りの人質は初孫」（2000年6月22日、テレビ朝日系） - 政吉 役
- 土曜ワイド劇場 花吹雪美人スリ三姉妹3（2000年8月19日、朝日放送・テレビ朝日系） - 立花 役
- 科捜研の女（テレビ朝日系）
  - season3 第4話（2001年） - 阿部和夫 役[6]
  - 新・科捜研の女2 第4話（2005年8月） - 脇田文則 役[7]
- 月曜ミステリー劇場 ホステス探偵危機一髪（2004 - 2005年、TBSテレビ系） - 澤田吾郎 役
- 国盗り物語（2005年1月2日、テレビ東京系） - 明智光安 役
- 土曜ワイド劇場 ラーメン刑事「龍」の殺人推理5 ラーメン刑事VS讃岐うどん（2005年、朝日放送・テレビ朝日系） - 谷口 役
- 風の果て（2007年、NHK）
- ガリレオ 第1話（2007年10月15日、フジテレビ系） - 八百屋 役
- ケータイ刑事 銭形海セカンドシリーズ 第6話（2007年11月10日、BS-i） - 海鳴一郎 役
- 木曜時代劇『鞍馬天狗』第6話（2008年、NHK） - 立野右近 役
- だいすき!! 第7話・9話・最終話（2008年3月、TBSテレビ系） - 河合 役
- ロス:タイム:ライフ 第7話「極道の妻」編（2008年3月15日、フジテレビ系） - 佐竹 役
- ホカベン 第8話（2008年6月4日、日本テレビ系） - 藤木医師 役
- 再婚一直線!（2008年7月、TBSテレビ系）
- NHK大河ドラマ（NHK）
  - 篤姫 第47話（2008年） - 近衛忠房 役[8]
  - 八重の桜（2013年） - 中村半次郎 役
  - 麒麟がくる（2020年） - 鶴平 役
- 相棒（テレビ朝日系）
  - Season7 第17話「天才たちの最期」（2009年3月4日） - 堀江恵一 役[9]
  - Season17 第12話「怖い家」（2019年1月23日） - 宮川柊一 役[10]
- キイナ〜不可能犯罪捜査官〜 第7話（2009年3月4日、日本テレビ系） - 田所祐二 役[11]
- 帰ってこさせられた33分探偵 第10話（2009年3月28日、フジテレビ系） - 柴田 役
- クラシックミステリー 名曲探偵アマデウス第36話（2009年5月17日、NHK） - 幕野内豊 役
- ラストメッセージ（2009年6月19日、関西テレビ） - 吉田真 役[12]
- 宿命 1969-2010 -ワンス・アポン・ア・タイム・イン・東京- 第4 - 6話、8話（2010年2月、テレビ朝日系） - 山瀬俊介 役[13][14]
- タンブリング（2010年、TBSテレビ系） - 佐藤教諭 役
- 外交官 黒田康作 第5話 - 第6話（2011年2月10・17日、フジテレビ系）
- 幸せになろうよ 第5話（2011年5月16日、フジテレビ系） - 遠藤 役
- 勇者ヨシヒコと魔王の城 第8話（2011年8月26日、テレビ朝日系） - アキーモ 役[15]
- DOCTORS〜最強の名医〜 第7・8話（2011年12月8日、テレビ朝日系） - 萩原伊知郎 役[16][17]
- 俺の空 刑事編 最終話（2011年12月18日、テレビ朝日系） - 秘書 役
- 世にも奇妙な物語 2012年 春の特別編「スウィート・メモリー」（2012年4月21日、フジテレビ系） - 中川義雄 役
- 都市伝説の女 第4話（2012年5月4日、テレビ朝日系） - 大久保光弘 役[18]
- 浪花少年探偵団 第9話（2012年8月27日、TBSテレビ系） - 永島和雄 役
- ラストホープ 第3話（2013年1月、フジテレビ系） - 萩原康晴 役[19]
- ダブルス〜二人の刑事 第2話（2013年4月25日、テレビ朝日系） - 野沢昌男 役
- ダンダリン 労働基準監督官 第5話（2013年10月30日、日本テレビ系） - 由利浜弁護士 役
- 水曜ミステリー9『ホテルGメン 具志堅陽子の殺人推理2』（2014年7月23日、テレビ東京系） - 郷田守 役
- テレビ未来遺産 ORANGE 〜1.17命懸けで闘った消防士の魂の物語〜（2015年1月19日、TBSテレビ系） - 高橋英二 役
- 土曜ワイド劇場 救急救命士・牧田さおり10（2015年5月9日、テレビ朝日系） - 藤川慎一 役
- サムライせんせい 第7・8話（2015年、テレビ朝日系） - 栗橋剛毅 役[20][21]
- グッドパートナー 無敵の弁護士（2016年、テレビ朝日系） - 野上雅巳 役
- 警部補・碓氷弘一（2017年、テレビ朝日系） - 緒方圭一郎 役
- 緊急取調室（2017年、テレビ朝日系） - 沢渡巌 役
- &美少女 NEXT GIRL meets Tokyo 第6話（2017年5月10日、FOD） - 近藤 役[22]
- プリズンホテル（2017年、BSジャパン） - 林章太郎 役[23]
- あなたの番です 7話（2019年、日本テレビ系） - 西尾 役[24]
- テセウスの船（2020年、TBSテレビ系） - 藤原刑事 役
- だれかに話したくなる 山本周五郎日替わりドラマ（2021年、NHK BSプレミアム） - 「女は同じ物語」前編・後編[25]
- 京阪沿線物語〜古民家民泊きずな屋へようこそ（2021年、テレビ大阪・BSテレビ東京） - 加藤哲也 役[26]
- ここは今から倫理です。（2021年、NHK） - 桐谷教諭 役
- だれかに話したくなる山本周五郎日替わりドラマ2（2022年、NHK BSプレミアム）[27]
- らんまん（2023年、NHK） - 白川永憲 役
- 闇バイト家族 第4話 - 第6話・第9話・第10話・最終回（2024年1月27日 - 2月10日・3月2日・9日・23日、テレビ東京系） - 国木田誠 役[28]
- イップス 第10話（2024年6月14日、フジテレビ系） - 串鉄昭 役[29]

### 映画
- 踊る大捜査線シリーズ（東宝） - 三井一郎 役 
  - 踊る大捜査線 THE MOVIE 2 レインボーブリッジを封鎖せよ!（2003年）
  - 交渉人 真下正義（2005年）
  - 踊る大捜査線 THE MOVIE3 ヤツらを解放せよ!（2010年）
  - 踊る大捜査線 THE FINAL 新たなる希望（2012年）
- サマータイムマシン・ブルース（2005年、ショウゲート）
- 銀色のシーズン(2008年)
- 僕達急行 A列車で行こう（2012年、東映） - 湯布院 役
- ホワイトリリー (2017年、日活)  - 野尻 役
- 手（2022年、日活）
- 満天の星の下で（2025年公開予定、Atemo）[30]

### 舞台
1997年 - 2009年
- 12人の入りたい奴ら（1997年） ※カーク艦長のコスプレで出演
- 東京原子核クラブ（1997年） - 早坂一平 役
- 12人の止まれない奴ら（1998年） ※ウルトラ警備隊のコスプレで出演
- 東京原子核クラブ（1999年） - 早坂一平 役
- 大脱走（2000年）
- 天才脚本家（2001年）-春木
- 十字架（2002年） - 宇野一高 役
- BIGGER BIZ 〜絶体絶命!結城死す?〜（2003年） - 川島 役
- ゴーストライター（2003年） - 宮本洋輔 役
- 法王庁の避妊法（2003年） - 高見詠一 役
- BIGGEST BIZ 〜最後の決戦!ハドソン川を越えろ〜（2006年） - 川島 役
- カラフルメリィでオハヨ〜いつもの軽い致命傷の朝〜（2006年）
- ズビズビ。（2006年）
- 東京タワー オカンとボクと、時々、オトン（2007年）
- ナツひとり -届かなかった手紙-（2007年）
- どん底（2008年）
- 阿片と拳銃（2008年）
- 偶然の音楽（2008年）
- フライパンと拳銃（2008年）
- リボルバー（2009年）
- ドリアン・グレイの肖像（2009年）

2010年代
- さらば八月のうた（2010年）
- ギルバート・グレイプ（2011年） - ラムソン 役
- 音楽の時間（2011年）
- トラストいかねぇ（2011年） - 湯吉 役
- 愛が殺せとささやいた（2011年） - 越田刑事 役
- 体育の時間（2012年）
- レシピエント（2012年3月）
- 飛び加藤 〜幻惑使いの不惑の忍者〜（2012年6月）
- 祈りと怪物〜ウィルヴィルの三姉妹〜【KERAバージョン】（2012年）
- 舞台『銀河英雄伝説 初陣 もうひとつの敵』（2013年） - シトレ 役
- コンダーさんの恋（2014年）
- 大田王2014ジゴワット（2014年）
- ミュージカル『ファントム』もう一つの“オペラ座の怪人”（2014年） - アラン・ショレ 役
- 歌芝居 芝浜（2014年6月） - 勝五郎 役
- 私のホストちゃん-血闘!福岡中洲編-（2014年） - 草壁 役
- ペール・ギュント（2015年）
- 黒いハンカチーフ（2015年） - 銭田 役
- TOUCHABLES（2016年）
- マクベス（2016年6月 - 7月、東京グローブ座） - ダンカン 役
- 名探偵コナン×ライブミステリー 〜洋上の迷宮〜（2016年） - 船長 役
- キネマと恋人（2016年）
- 戦国御伽絵巻『ヒデヨシ』（2017年） - 黒顕 役 
- やわらかい扉（2017年）
- マダム（2018年）
- ハングマン（2018年） - ピアポイント 役
- 大田王2018 DON'T CROSS 3 BEAMS（2018年）
- ORANGE（2018年）
- SINGULAR〜シンギュラ〜（2019年）
- THE Negotiation（2019年）
- キネマと恋人 再演（2019年）
- ハケンアニメ!（2019年）
- だから、せめてもの、愛。（2019年） - 父 役

2020年代
- 十二人の怒れる男（2020年） - 陪審員11番 役
- 大田王 GOLD LICENCE TO KILL（2020年）
- ミュージカル『刀剣乱舞』－東京心覚（）－（2021年3月7日 - 5月23日、TOKYO DOME CITY HALL 他） - 天海・勝海舟 役（二役）
- THE Negotiation:Returns（2021年6月1日 - 6日、サンモールスタジオ）
- 音楽劇 GREAT PRETENDER（2021年7月4日 - 8月8日、東京建物 Brillia HALL 他） - サラザール 役
- 朗読劇 あの空を。（2021年9月13日、俳優座劇場）
- モンローによろしく（2022年2月3日）
- 三十郎大活劇（2022年4月）
- Ｍ.バタフライ（2022年6月24日 - 7月31日、新国立劇場 小劇場 他）
- KERA・MAP#010『しびれ雲』（2022年11月12日 - 12月25日 下北沢 本多劇場 他）
- 華麗なるサギ師たち（2023年2月3日 - 26日）
- エドモン（2023年4月） - アンジュ 役
- 狂人なおもて往生をとぐ（2023年10月27日 - 11月1日、小劇場B1）
- ミュージカル『刀剣乱舞』陸奥一蓮（）（2024年3月10日 - 5月6日、TOKYO DOME CITY HALL 他） - 坂上田村麻呂 役
- パルコ・プロデュース 2025「エドモン〜『シラノ・ド・ベルジュラック』を書いた男〜」（2025年4月7日 - 5月24日、PARCO劇場 他）
- ミュージカル『刀剣乱舞 目出度歌誉花舞 十周年祝賀祭（2025年7月29日・30日、東京ドーム） 坂上田村麻呂 役
- 音楽劇『エノケン』（2025年10月7日 - 11月30日、シアタークリエ 他）
- 舞台『鬼太郎誕生 ゲゲゲの謎』（2026年1月9日 - 2月8日〈予定〉、サンシャイン劇場 他） - 龍賀克典 役

### テレビアニメ
- アイシールド21（2007年、テレビ東京） - 本庄勝〈2代目〉 役
- 遊☆戯☆王ZEXAL（2011年、テレビ東京） - 九十九一馬 役
- 獣旋バトル モンスーノ（2013年1月9日、テレビ東京） - ドーンマスター 役

### 吹き替え
- ER緊急救命室シーズンⅩ #10（2005年） - デイビッド 役
- プリンセスと魔法のキス（2010年） - ジェームズ 役[72]
- ジェームズ・ボンドを夢見た男（2014年） - ジョン・ゴドフリー 役[73]

### ネット配信
- 12人のおかしな大阪人（2020年5月31日、YouTube）[74][参照 1]
- THE Negotiation SE（2020年6月1日 - 7日）[75]

### ラジオ
- FMシアター　（NHK-FM）
  - 「誰か、ネロをさがして」（1998年1月31日）
  - 「旅師・小島屋」（2001年3月17日）
  - 「羽で鳴く男の話」（2001年7月21日）
  - 「翔べない豚さん」（2002年2月9日）
  - 「風呂屋の二階」（2002年3月2日）
  - 「小さな雨」（2002年6月8日）
  - 「ようこそ喫茶トマリギへ」（2024年5月11日）
- ラジオドラマ「ハート・オブ・ゴールド」（1998年11月29日、MBSラジオ）
- 青春アドベンチャー （NHK-FM）
  - 「笑う世紀末探偵」（1999年6月28日 - 7月9日）
  - 「踊る21世紀 Part2」（2001年7月9日 - 13日）
- 歌謡ドラマ「父さん」（2007年6月18日、NHK第1）

### CM
- 日石三菱石油
- UCCレギュラーコーヒー